# Шкляревский, Александр Андреевич
Александр Андреевич Шкляревский (21 января (2 февраля) 1837—23 октября 1883) — российский писатель-беллетрист, основоположник жанра «уголовного романа» (детектива) в России.

## Биография
Родился в Ирклееве Золотоношского уезда Полтавской губернии; его отец, состоявший в мещанском сословии, определился на службу учителем русского языка в Валуйках; бабушка содержала постоялый двор в Лубнах. Учился в 1-й харьковской гимназии, но вследствие крайней бедности родителей вынужден был уйти из 4-го класса. В 1854 году выдержал экзамен на звание приходского учителя и, получив место в Воронеже, прослужил там более 10 лет; состоял также преподавателем в воронежской женской прогимназии.
Начал писать в «Воронежских Губернских Ведомостях»; в журнале «Воспитание» Чумакова был напечатан ряд его статей педагогического содержания. Известность «русского Габорио» Шкляревский получил в конце 1860-х годов как автор многочисленных повестей и романов уголовного содержания. Первое произведение его в этом стиле — рассказ «Отпетый» — было напечатано в журнале «Дело» (1866) и имело значительный успех. В этом же году по болезни, страдая пороком сердца, Шкляревский оставил педагогическую деятельность и посвятил себя исключительно литературному труду.
В 1869 году он переселился в Петербург и долгое время сотрудничал в «Санкт-Петербургских Ведомостях» (редакции Корша), а затем и во многих других изданиях. Необходимость быстро и спешно работать, а также богемная жизнь и алкоголизм неблагоприятно отозвалась на развитии его таланта.

## Источник
- Шкляревский, Александр Андреевич // Русский биографический словарь : в 25 томах. — СПб.—М., 1896—1918.
- Шкляревский, Александр Андреевич // Энциклопедический словарь Брокгауза и Ефрона : в 86 т. (82 т. и 4 доп.). — СПб., 1890—1907.